# Agência reguladora
Agência reguladora é uma pessoa jurídica de direito público interno, geralmente constituída sob a forma de autarquia especial ou outro ente da administração indireta, cuja finalidade é regular e/ou fiscalizar a atividade de determinado setor da economia de um país, a exemplo dos setores de energia elétrica, telecomunicações, produção e comercialização de petróleo, recursos hídricos, mercado audiovisual, planos e seguros de saúde suplementar, mercado de fármacos e vigilância sanitária, aviação civil, transportes terrestres ou aquaviários etc.
As agências reguladoras são normalmente criadas através de leis e têm natureza de autarquia com regime jurídico especial, nesse contexto são autarquias com poderes especiais, integrantes da administração pública indireta, que se dispõe a fiscalizar e regular as atividades de serviços públicos executados por empresas privadas, mediante prévia concessão, permissão ou autorização.
Estas devem exercer a fiscalização, controle e, sobretudo, poder regulador incidente sobre serviços delegado a terceiros. Correspondem, assim, a autarquias sujeitas a regime especial criadas por lei para aquela finalidade especifica. Diz-se que seu regime é especial, ante a maior ou menor autonomia que detêm e a forma de provimento de seus cargos diretivos (por mandato certo e afastada a possibilidade de exoneração ad nutum, ou seja, a qualquer momento). Não são, porém, independentes. Estão sujeitas ao mesmo tratamento das autarquias, e passíveis de idênticos mecanismos de controle.
Os dirigentes das agências reguladoras são nomeados pelo Presidente da República após prévia aprovação pelo Senado Federal. Estes dirigentes gozam de mandatos com prazo fixo e só saem do cargo mediante renúncia ou condenação judicial. Encerrado o mandato, os ex-diretores ficarão impedidos de prestar, pelo período de doze meses, qualquer tipo de serviço a empresas controladas pela agência a qual pertencia.
A Lei Federal 13.848/19 dispõe sobre a gestão, a organização, o processo decisório e o controle social destas entidades da administração indireta.

## Atribuições
Cumpre tarefa de grande relevância, pois sua função é essencialmente técnica e sua estrutura é constituída de tal forma a se evitar ingerências políticas na sua direção.
Suas atribuições principais são:
- levantamento de dados, análise e realização de estudos sobre o mercado objeto da regulação;
- elaboração de normas disciplinadoras do setor regulado e execução da política setorial determinada pelo Poder Executivo, de acordo com os condicionamentos legislativos (frutos da construção normativa no seio do Poder Legislativo);
- fiscalização do cumprimento, pelos agentes do mercado, das normas reguladoras;
- defesa dos direitos do consumidor;
- incentivo à concorrência, minimizando os efeitos dos monopólios naturais, objetivando à eliminação de barreiras de entrada e o desenvolvimento de mecanismos de suporte à concorrência;
- gestão de contratos de concessão e termos de autorização e permissão de serviços públicos delegados, principalmente fiscalizando o cumprimento dos deveres inerentes à outorga, à aplicação da política tarifária etc;
- arbitragem entre os agentes do mercado, sempre que prevista na lei de instituição.

## Tipos de Agências

### Agência Reguladora Federal
As agências reguladoras federais estão dispostas no artigo 2º da Lei 13.848 de 2019, mas não de modo chamado taxativo no juridiquês, isto é, estas não são as únicas e absolutas agencias reguladoras federais. Isto porque podem ser criadas outras após a entrada em vigência da referida Lei, como dispõe o parágrafo 1º do mencionado artigo 2º.
| #  | Sigla  | Nome                                        |
| -- | ------ | ------------------------------------------- |
| 1  | ANATEL | Agência Nacional de Telecomunicações        |
| 2  | ANEEL  | Agência Nacional de Energia Elétrica        |
| 3  | ANCINE | Agência Nacional do Cinema                  |
| 4  | ANAC   | Agência Nacional de Aviação Civil           |
| 5  | ANTAQ  | Agência Nacional de Transportes Aquaviários |
| 6  | ANTT   | Agência Nacional de Transportes Terrestres  |
| 7  | ANP    | Agência Nacional do Petróleo                |
| 8  | ANVISA | Agência Nacional de Vigilância Sanitária    |
| 9  | ANS    | Agência Nacional de Saúde Suplementar       |
| 10 | ANA    | Agência Nacional de Águas                   |
| 11 | ANM    | Agência Nacional de Mineração               |

### Agência Reguladora Estadual
No Brasil, além das agências reguladoras federais, existem as agências reguladoras estaduais como: a ARSESP - Agência Reguladora de Saneamento e Energia do Estado de São Paulo, a ARCE - Agência Reguladora de Serviços Públicos Delegados do Estado do Ceará, a AGERGS - Agência Estadual de Regulação dos Serviços Públicos Delegados do Rio Grande do Sul e a ADASA - Agência Reguladora de Águas, Energia e Saneamento Básico do Distrito Federal
Destacam-se nas Agências Reguladoras a atuação em múltiplos setores da economia, com intuito de contrabalancear os diversos interesses dos prestadores de serviço (agentes públicos ou não), usuários de um modo geral e os titulares (Municípios, Estados ou Governo Federal).

### Agência Reguladora Municipal
A AGERSA - Agência Municipal de Regulação dos Serviços Públicos Delegados de Cachoeiro de Itapemirim - é um importante e considerável exemplo de agência reguladora, por se tratar da primeira agência reguladora brasileira.
Necessário esclarecer que a concessão ocorreu por um período de 30 anos, sendo que todo o patrimônio atual e o que for investido ao longo da concessão retornarão ao município em perfeitas condições. Exigiu-se saúde financeira da concessionária para que os recursos exigidos no edital fossem aplicados em projetos de saneamento, através da Lei nº 5807/05 de 29 de Setembro de 2005, a AGERSA - Agência Municipal de Regulação dos Serviços Públicos Delegados de Cachoeiro de Itapemirim tornou-se multissetorial.
Além de protegerem e regularem a utilização do Rio Itapemirim como receptor de esgotos domésticos e industriais; e ainda à falta de recursos necessários aos investimentos demandados, o prefeito municipal, ouvida a sociedade, decidiu por promover a concessão da gestão integrada dos serviços de saneamento do município à iniciativa privada.
A etapa final complementar a este processo veio com a promulgação da Lei Nº 4.797/99, que instituiu a Política Municipal de Saneamento, e a Lei Nº 4.798/99, que criou a Agência Municipal de Regulação dos Serviços de Saneamento de Cachoeiro de Itapemirim - AGERSA. A primeira agência setorial especializada para os serviços de saneamento, visando a garantir as principais metas da Política Municipal de Saneamento, que são: universalização na prestação de serviços de saneamento, com regularidade, qualidade e modicidade de tarifas, através da regulação, fiscalização e controle de concessionária, é a rotina da AGERSA.
As agências de regulação no Brasil iniciaram-se com a criação de órgãos reguladores diretos como o Banco Central do Brasil e a Superintendência de Seguros Privados (SUSEP), e "atuam diretamente sobre os setores vitais da economia, assumindo diferentes estatutos jurídicos, desde sua subordinação à administração pública direta até sua existência como órgão independente" (Noll, 1984).
Assim, a Agersa, como órgão de Estado, produz regras e normas que imputam, sobre os entes regulados, os interesses públicos como um todo, qual sejam: a qualidade dos serviços ofertados, objeto da concessão e a sua universalização.

## Quadro pessoal das agências reguladoras no Brasil
Em geral, as relações de trabalho travadas na intimidade institucional das autarquias subsume-se ao regime jurídico estatutário, consubstanciado por intermédio de diplomas legislativos de viés federal ou estadual, em simetria à órbita em que se encartem as entidades.
Todavia, para uma espécie de manifestação autárquica, a pertinente às agências reguladoras, é prevista a regência pelo regime da CLT, em dispositivo da Lei 9.986, de eficácia liminarmente suspensa por decisão monocrática do ministro do STF, Marco Aurélio de Mello, em Ação Direta de Inconstitucionalidade proposta pelo Partido dos Trabalhadores, tendo em vista a incompatibilidade do modelo legal à compleição característica das mencionadas entidades.
O quadro de pessoal das agências reguladoras federais brasileiras, dotado de poder de polícia, é composto por membros das carreiras do Plano Especial de Cargos (PEC) e pelos cargos de Especialista em Regulação, Analista Administrativo, Técnico em Regulação e Técnico Administrativo, de acordo com a Lei 10.871/2004. Na Agência Nacional de Mineração, contudo, por ser recém criada, através da Medida Provisória 791, de 25 de julho de 2017, o quadro permanece ainda com o quadro redistribuído do extinto Departamento Nacional de Produção Mineral, conforme a Lei 11.046/2004, enquanto se aguarda a promulgação de Projeto de Lei específico, de iniciativa do Governo Federal, a ser encaminhado ao Congresso Nacional, o qual equiparará os cargos que foram redistribuídos com os quadros das demais agências reguladoras federais.